# Ільниця (річка)
І́льниця — річка в Українських Карпатах, у межах Долинського району Івано-Франківської області. Ліва притока Свічі (басейн Дністра). 

## Опис
Довжина 10 км, площа басейну 37,6 км². Похил річки 47 м/км. Річка гірського типу. Долина вузька і глибока (крім пригирлової частини), майже повністю заліснена. Річище помірнозвивисте, з численними перекатами і кам'янистим дном. 

## Розташування
Ільниця бере початок на північний схід від Вишківського перевалу, між горами західної частини масиву Ґорґани. Тече спершу на північний захід, далі — на північний схід, у пониззі — на схід. Впадає до Свічі біля східної частини села Мислівка. 